# Danse à New York

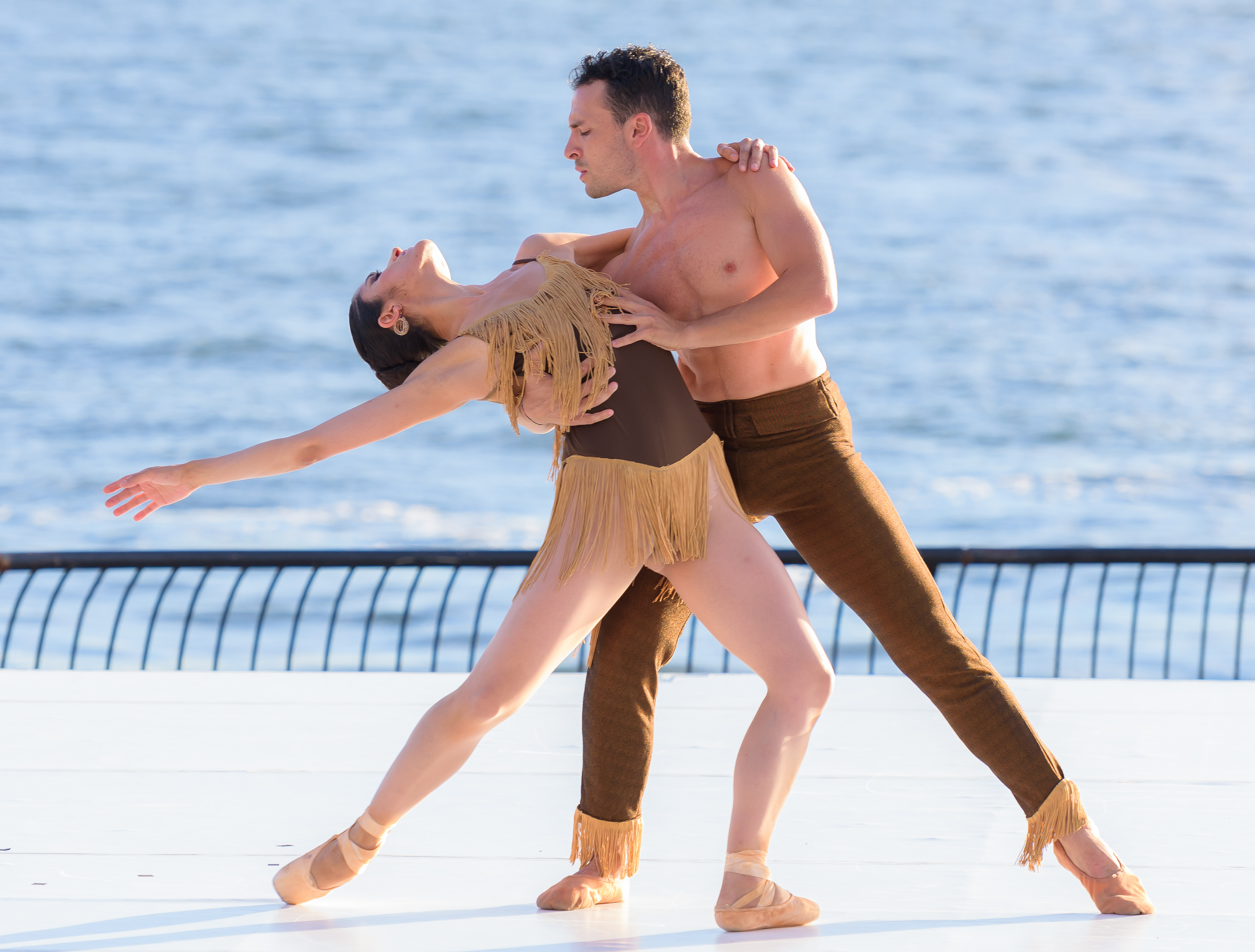
Battery Dance Festival à New York

Au XXe siècle, New York a nourri des expériences chorégraphiques audacieuses, notamment en ce qui concerne la danse moderne avec sa rupture du ballet classique. La danse a exploré de nouveaux domaines et New York a vu la naissance de nombreuses compagnies. Trois grandes pionnières de la danse moderne, Isadora Duncan, Ruth Saint Denis et Martha Graham, ont choisi cette ville pour y lancer leur carrière. Martha Graham, est la seule à y avoir demeuré, en stimulant et influençant cet art par ses créations et sa pédagogie.
Si le passage de la danse moderne à la danse contemporaine a vu la préhéminence européenne s'affirmer à partir des années 1970, New York a toutefois continué à inspirer des chorégraphes contemporains reconnus, tels que Bill T. Jones, Alvin Ailey (Alvin Ailey American Dance Theater basé dans la ville) et Mark Morris, ce dernier étant en résidence à la Brooklyn Academy of Music depuis le début des années 2000. Le Cedar Lake Contemporary Ballet s'est, dès sa fondation à Chelsea en 2003, exclusivement orienté vers la diffusion et les commandes de ballets à de jeunes chorégraphes contemporains, notamment européens, sous l'impulsion de son directeur artistique français Benoit-Swan Pouffer.
New York reste une ville particulièrement importante pour la danse classique, notamment avec des corps de ballet prestigieux tels que ceux du New York City Ballet fondé en 1948 par George Balanchine et dirigé par le chorégraphe Jerome Robbins à partir de 1958, et l'American Ballet Theatre.

## Les lieux de danse à New York
- Le Lincoln Center et la Juilliard School
- Brooklyn Academy of Music
- Joyce Theater
- Performance Space 122
- New York City Center
- Judson Memorial Church
- Cedar Lake Contemporary Ballet, West 26e rue.
- 37 ARTS, centre international de danse, situé 450W 37 St., qui abrite la fondation Mikhail Baryshnikov.